# Anton Farnese
Anton Farnese av Parma, född 1679, död 1731, var en monark (hertig) av Parma från 1727 till 1731. 